# Партизанська іскра (фільм)
«Партизанська іскра» — український радянський художній фільм 1957 року, присвячений діяльності українських партизанів, відтворює події, що мали місце в роки Другої світової війни у селі Кримка біля Південного Бугу на Миколаївщині.

## Синопсис
Незабаром після того, як в селі Кримка Одеської області був встановлений «новий порядок», комсомольці середньої школи створили підпільну організацію «Партизанська іскра», налічувала кілька десятків людей на чолі з директором школи В. С. Моргуненком і учнем 10-го класу комсомольцем Парфентієм Гречаним. Вони приймали по радіо зведення Радінформбюро, писали листівки і розповсюджували їх серед жителів навколишніх сіл...
У грудні 1942 року вони пустили під укіс ешелон із німецькими солдатами і боєприпасами. Незабаром організували втечу 200 військовополонених з табору в Новоандріївці.
Через необдуманий вчинок одного з хлопців їх організація була розкрита, юні підпільники схоплені і страчені німцями. Коли хлопців вели на страту, Парфентію Гречаному вдалося втекти, перепливши Буг. Але він, смертельно поранений, помер на руках у матері.

## У ролях
- Володимир Лущик — Парфен Гречаний
- Лев Борисов — Олександр Кучер;
- Анатолій Юрченко — Дмитро Попик
- С. Несін — Іван Герасименко
- Наталя Наум — Поля Попик
- Іван Халаїм — Андрій Бурятинський
- Т. Матусевич — Даша Дяченко
- Юрій Саричев — Михайло Кравець
- Алла Боханевіч — Маруся Коляндра
- С. Брага — Юрій Ісаченко
- Микола Засєєв-Руденко — Володимир Вайсман
- Юрій Гаврилюк — Олександр Волошин
- Володимир Попков — Володимир Волошин
- Павло Усовніченко — Моргуненко
- Петро Аржанов — начальник жандармського посту Анушку
- Еммануїл Геллер — румунський капрал
- Анатолій Кубацький — пан Каль, староста
- Іван Богаченко — поліцай Романюк
- Олександр (Лесь) Подорожний — поліцай Доценко
- Михайло Покотило — батько Парфена Гречаного
- Надія Доценко — мати Парфена Гречаного
- Тамара Тимошко — сестра Гречаного
- Григорій Козаченко — батько Кучера
- Любов Комарецька — мати Кучера
- Нонна Копержинська — мачуха братів Волошиних
- Лариса Хоролець — Таня, сестра Попика
- Микола Дупак — Замурін, військовополонений
- Асанбек (Арсен) Умураліев — Азізов, військовополонений
- Борис Макаров — Сизов, військовополонений

## Творча група
- Сценарист: Олесь Гончар
- Режисери-постановники: Олексій Маслюков, Мечислава Маєвська
- Оператор-постановник: Михайло Чорний
- Художник-постановник: Вульф Агранов
- Режисер: Олег Ленціус
- Оператор: Вадим Іллєнко
- Композитор: Анатолій Свєчніков
- Звукооператор: Ростислав Максимцов
- Редактор: Олександр Перегуда
- Консультант: учасник підпільної організації «Партизанська іскра» Іван Герасименко
- Художник по костюмах: Ольга Яблонська
- Декорації: Олександр Лісенбарт
- Художник по гриму: Ніна Тихонова
- Монтажер: Ольга Кізимовська
- Комбіновані зйомки: оператор — Михайло Карюков, художник — Н. Абрамов
- Директор картини: Михайло Ротлейдер